# Vierschanzentournee 1996/97
Die 45. Vierschanzentournee 1996/97 war Teil des Skisprung-Weltcups 1996/1997. Das Springen in Oberstdorf fand am 29. Dezember statt, am 1. Januar das Springen in Garmisch-Partenkirchen und am 4. Januar das Springen in Innsbruck. Die Veranstaltung in Bischofshofen fand am 6. Januar statt.

## Teilnehmer
In der folgenden Tabelle sind alle Springer aufgeführt, die bei mindestens einem Springen in die Tournee-Wertung kamen. Springer, die bei allen Gelegenheiten in der Qualifikation scheiterten, können fehlen.
| Nation      | Athleten |
| ----------- | --- |
| Deutschland | Christof Duffner, Ralf Gebstedt, Sven Hannawald, Olaf Hegenbarth, Ronny Hornschuh, Hansjörg Jäkle, Rico Meinel, Frank Reichel, Martin Schmitt, Dieter Thoma, Michael Uhrmann, Dionis Vodnev                                                    |
| Österreich  | Markus Eigentler, Andreas Goldberger, Adolf Grugger, Martin Höllwarth, Stefan Horngacher, Michael Kury, Wolfgang Loitzl, Ingemar Mayr, Gerhard Schallert, Christian Schmitberger, Reinhard Schwarzenberger, Matthias Wallner, Andreas Widhölzl |
| Finnland    | Janne Ahonen, Ville Kantee, Mika Laitinen, Toni Nieminen, Ari-Pekka Nikkola, Kimmo Savolainen, Jani Soininen |
| Frankreich  | Nicolas Dessum, Jérôme Gay, Didier Mollard |
| Italien     | Roberto Cecon, Ivan Lunardi |
| Japan       | Yukitaka Fukita, Kazuyoshi Funaki, Masahiko Harada, Noriaki Kasai, Hideharu Miyahira, Takanobu Okabe, Hiroya Saitō, Masayuki Satō, Kenji Suda, Naoki Yasuzaki                                                                                  |
| Norwegen    | Espen Bredesen, Kristian Brenden, Egil Grønn, Sturle Holseter, Kent Johanssen, Håvard Lie, Roar Ljøkelsøy, Hein-Arne Mathiesen, Lasse Ottesen                                                                                                  |
| Polen       | Adam Małysz, Robert Mateja, Wojciech Skupień |
| Russland    | Dmitri Tschelowenko |
| Schweiz     | Sylvain Freiholz, Bruno Reuteler, Marco Steinauer |
| Slowakei    | Marián Bielčik, Martin Mesík |
| Slowenien   | Urban Franc, Samo Gostiša, Grega Lang, Primož Peterka, Matija Stegnar, Blaž Vrhovnik, Peter Žonta |
| Tschechien  | Michal Doležal, František Jež, Robert Křenek, Jaroslav Sakala, Jakub Sucháček |

## Oberstdorf
- Datum: 29. Dezember 1996
- Land:  Deutschland
- Schanze: Schattenbergschanze

| Pos. | Springer                 | Land        | Punkte |
| ---- | ------------------------ | ----------- | ------ |
| 1    | Dieter Thoma             | Deutschland | 253.0  |
| 2    | Kristian Brenden         | Norwegen    | 252.6  |
| 3    | Andreas Goldberger       | Österreich  | 246.7  |
| 4    | Takanobu Okabe           | Japan       | 246,3  |
| 5    | Hiroya Saitō             | Japan       | 241,3  |
| 6    | Mika Laitinen            | Finnland    | 236,1  |
| 7    | Primož Peterka           | Slowenien   | 233,7  |
| 8    | Hansjörg Jäkle           | Deutschland | 232,9  |
| 9    | Jani Soininen            | Finnland    | 228,8  |
| 10   | Reinhard Schwarzenberger | Österreich  | 228,5  |

## Garmisch-Partenkirchen
- Datum: 1. Januar 1997
- Land:  Deutschland
- Schanze: Große Olympiaschanze

| Zwischenstand nach 2 Springen | Zwischenstand nach 2 Springen | Zwischenstand nach 2 Springen |
| Pos.                          | Springer                      | Punkte                        |
| ----------------------------- | ----------------------------- | ----------------------------- |
| 1.                            | Peterka                       | 475,6                         |
| 1.                            | Goldberger                    | 475,6                         |
| 3.                            | Okabe                         | 473,0                         |

| Pos. | Springer           | Land        | Punkte |
| ---- | ------------------ | ----------- | ------ |
| 1    | Primož Peterka     | Slowenien   | 241.9  |
| 2    | Andreas Goldberger | Österreich  | 228.9  |
| 3    | Takanobu Okabe     | Japan       | 226.7  |
| 4    | Ari-Pekka Nikkola  | Finnland    | 223,1  |
| 5    | Hiroya Saitō       | Japan       | 215,7  |
| 6    | Jani Soininen      | Finnland    | 213,0  |
| 7    | Kristian Brenden   | Norwegen    | 212,9  |
| 8    | Dieter Thoma       | Deutschland | 209,1  |
| 9    | Espen Bredesen     | Norwegen    | 208,5  |
| 10   | Mika Laitinen      | Finnland    | 206,2  |

## Innsbruck
- Datum: 4. Januar 1997
- Land:  Österreich
- Schanze: Bergiselschanze

| Zwischenstand nach 3 Springen | Zwischenstand nach 3 Springen | Zwischenstand nach 3 Springen |
| Pos.                          | Springer                      | Punkte                        |
| ----------------------------- | ----------------------------- | ----------------------------- |
| 1.                            | Peterka                       | 728,7                         |
| 2.                            | Goldberger                    | 719,7                         |
| 3.                            | Okabe                         | 708,1                         |

| Pos. | Springer           | Land        | Punkte |
| ---- | ------------------ | ----------- | ------ |
| 1    | Kazuyoshi Funaki   | Japan       | 254.1  |
| 2    | Primož Peterka     | Slowenien   | 253.1  |
| 3    | Ari-Pekka Nikkola  | Finnland    | 246.7  |
| 4    | Andreas Goldberger | Österreich  | 244,1  |
| 5    | Mika Laitinen      | Finnland    | 236,1  |
| 6    | Adam Małysz        | Polen       | 235,2  |
| 7    | Takanobu Okabe     | Japan       | 235,1  |
| 8    | Didier Mollard     | Frankreich  | 232,2  |
| 9    | Dieter Thoma       | Deutschland | 230,6  |
| 10   | Hiroya Saitō       | Japan       | 230,5  |

## Bischofshofen
- Datum: 6. Januar 1997
- Land:  Österreich
- Schanze: Paul-Außerleitner-Schanze

| Pos. | Springer           | Land        | Punkte |
| ---- | ------------------ | ----------- | ------ |
| 1    | Dieter Thoma       | Deutschland | 250.4  |
| 2    | Adam Małysz        | Polen       | 243.4  |
| 3    | Primož Peterka     | Slowenien   | 242.8  |
| 4    | Hiroya Saitō       | Japan       | 233,5  |
| 5    | Janne Ahonen       | Finnland    | 231,2  |
| 6    | Jani Soininen      | Finnland    | 223,8  |
| 7    | Andreas Widhölzl   | Österreich  | 223,7  |
| 8    | Andreas Goldberger | Österreich  | 223,5  |
| 9    | Martin Höllwarth   | Österreich  | 222,3  |
| 10   | Roar Ljøkelsøy     | Norwegen    | 219,5  |

## Gesamtwertung
| Rang | Name               | Nation      | Gesamt- wertung | Oberst- dorf | Garmisch- Partenk. | Inns- bruck | Bischofs- hofen |
| ---- | ------------------ | ----------- | --------------- | ------------ | ------------------ | ----------- | --------------- |
| 1    | Primož Peterka     | Slowenien   | 971,5           | 233,7 / 07.  | 241,9 / 01.        | 253,1 / 02. | 242,8 / 03.     |
| 2    | Andreas Goldberger | Österreich  | 943,2           | 246,7 / 03.  | 228,9 / 02.        | 244,1 / 04. | 223,5 / 08.     |
| 3    | Dieter Thoma       | Deutschland | 943,1           | 253,0 / 01.  | 209,1 / 08.        | 230,6 / 09. | 250,4 / 01.     |
| 4    | Takanobu Okabe     | Japan       | 924,3           | 246,3 / 04.  | 226,7 / 03.        | 235,1 / 07. | 216,2 / 13.     |
| 5    | Hiroya Saitō       | Japan       | 921,0           | 241,3 / 05.  | 215,7 / 05.        | 230,5 / 10. | 233,5 / 04.     |
| 6    | Ari-Pekka Nikkola  | Finnland    | 899,0           | 221,6 / 13.  | 223,3 / 04.        | 246,7 / 03. | 207,6 / 17.     |
| 7    | Mika Laitinen      | Finnland    | 895,3           | 236,1 / 06.  | 206,2 / 06.        | 236,1 / 05. | 216,9 / 12.     |
| 8    | Adam Małysz        | Polen       | 891,5           | 208,8 / 22.  | 204,1 / 12.        | 235,2 / 06. | 243,4 / 02.     |
| 9    | Jani Soininen      | Finnland    | 885,3           | 228,8 / 09.  | 213,0 / 06.        | 219,7 / 15. | 223,8 / 06.     |
| 10   | Kazuyoshi Funaki   | Japan       | 880,1           | 220,5 / 15.  | 194,5 / 15.        | 254,1 / 01. | 211,0 / 14.     |